# Teófilo Marxuach Plumey
Teófilo Marxuach Plumey   (Arroyo, 28 de juliol de 1877 - San Juan, 8 de novembre de 1939) fou un militar porto-riqueny amb l'exèrcit dels Estats Units d'Amèrica. Va ordenar els primers trets disparats a la Primera Guerra Mundial en nom dels Estats Units en un vaixell armat alemany que intentava forçar el pas de la Badia de Sant Juna. Marxuach va ordenar disparar una metralladora i un canó situats a la bateria de Santa Rosa del castell «El Morro», que es consideren els primers tirs de la Primera Guerra Mundial disparats per les forces armades regulars dels Estats Units contra qualsevol vaixell volant els colors de les Potències Centrals, obligant al vaixell alemany «Odenwald» a parar i tornar al port, on es van confiscar els seus subministraments. El 1903 va escriure «El lenguaje castellano en Puerto Rico».